# Neocatastrofismo
Neocatastrofismo -  O neocatastrofismo é a leitura geológica que sintetiza aspectos mais catastrofistas que uniformistas gradualistas na interpretação de dados e  tem ganhado força na geologia pós-moderna em função de uma série de críticas quanto ao uniformitarismo onde se admitiu que a "doutrina do uniformitarismo demonstrou há muito tempo que era excessivamente restritiva na prática científica e portanto deve ser relegada apenas ao interesse histórico no progresso das ideias",  fazendo com que a geologia moderna não reconheça mais como o guia principal, ou principio,  ou pelo menos exclusivo nas interpretações,  minimizando sua leitura por atualismo geológico ( que assume apenas mesmas leis no passado e não mais mesmos eventos), em função do fato de que muitos eventos geológicos pretéritos não possuem pares no presente. "O ponto central desta dicotomia não depende da existência de fenômenos catastróficos isolados (que foram aceitos pelo próprio Lyell). Ao contrário, está na negação por “uniformitarianos” (na definição original de Whewell) que grandes mudanças e estruturas (tais como bacias sedimentares, desnudamento ou cadeias de montanhas) do nosso planeta são principalmente o resultado de eventos paroxísticos “convulsivos”. Esta questão fundamental foi negligenciada na maioria das críticas ao uniformitarismo “tradicional”, baseado na observação atual ou na reconstrução para o passado de fenômenos catastróficos únicos" ou na expressão do proprio Gould:   
"O uniformitarismo é um conceito dual que postula a uniformidade das taxas de mudança geológica e a invariância temporal e espacial das leis naturais. A primeira é falsa e inibe a formação de hipóteses, a segunda pertence à ciência como um todo e não é exclusiva da geologia. O primeiro conceito, intitulado uniformitarismo substantivo, é incorreto e deve ser abandonado; o segundo, intitulado uniformitarismo metodológico, agora é supérfluo e é melhor confiná-lo à história passada da geologia." 
A teoria do resfriamento da terra exigiu o cancelamento do uniformitarianismo, como expressa :
"O sistema teórico que Lyell apresentou em 1830 era composto por três requisitos ou princípios: 1) o Princípio da Uniformidade que afirma que eventos geológicos passados devem ser explicados pelas mesmas causas agora em operação; 2) o Princípio da Uniformidade da Taxa, que afirma que as leis geológicas operam com a mesma força atual; 3) o Princípio do estado estacionário, que afirma que a Terra não sofre nenhuma mudança direcional. Os três princípios formam uma única tese chamada “uniformitarismo” que tem sido repetidamente questionada e que tem a reputação de ser incapaz de enfrentar a concorrente “síntese direcional” baseada na teoria do resfriamento da Terra. " 
Sete fatores são listados pelo Dr. Nick Marrine que tem influenciado cada vez mais pesquisadores a uma leitura interpretativa que  percebe os fenômenos catastróficos do passado, como causadores de grandes alterações globais na superfície terrestre  substituindo interpretações antes quase exclusivamente  uniformistas e  gradualistas . São elas:  1) o aumento da geociência aplicada; (2) epistemologia geológica herdada; (3) interação disciplinar e difusão de ideias das ciências planetárias para a terra; (4) o advento das técnicas de datações radiométricas; (5) a revolução das comunicações; (6) webometria e a busca por geociências de alto impacto; e (7) estruturas culturais populares. Esta concepção procura interpretar os efeitos de alguns fenômenos catastróficos, em especial os de magnitude global, como formação rápida das camadas do cambriano-ortoviciano, extinções em massa, impactos de grandes asteroides, baseando-se em dados geológicos, para inferir e descobrir as causas de grandes mudanças litosféricas, tectônicas e geoquímicas, bem como todos os efeitos gerados por grandes impactos de asteroides na terra, pesquisando astroblemas e radiações envolvidas nestas colisões,  plasma associado a altíssima temperatura (princípio básico das tokamaks) e aceleradores de partículas com ondas sonoras (ciclotrons),  efeito piezoelétrico, sedimentológicas e geoquímicas em geral.  
Existem ainda muitas relações entre formação de diamantes, impactos e aspetos aceleradores de partículas, apesar de não ser a "causa exógena única" dos mesmos  
Simulações da NASA procuram descrever cenários possíveis durante queda de grandes asteroides, e a lista de asteroides que já caíram na terra, fornecem pistas de causas para cenários geológicos atuais. 

## História
O catastrofismo inicia com George Cuvier e segundo ele, os diversos eventos de extinção que o naturalista constatou, através da análise de fósseis e estratos geológicos,  terem ocorrido na história de vida da Terra. O catastrofismo de Cuvier defendeu que em seu passado, a Terra sofreu a ação de alternados fenômenos catastróficos, com diversas inundações e sepultamentos de faunas, que resultaram nas configurações geológicas e biológicas atuais, o que explica, por exemplo, a ocorrência de fósseis marinhos em regiões distantes da costa.
Cuvier defendia que estas catástrofes, ou como ele denominava, revoluções, atingiram determinadas regiões do globo, extinguindo a fauna e flora local, que somente podiam ser estudadas por intermédio de seus fósseis. Posteriormente, a região atingida pela catástrofe, era repovoada por organismos, que migravam das regiões não atingidas por ela. Este ciclo de extinção e repovoamento se repetiu ao longo da história da Terra . Por esta razão Peter Lund, considerado pai da paleontologia brasileira, como seguidor de Cuvier , ficou surpreso ao observar repetições de faunas em estratos onde não deveriam estar, pois ao defender sucessão de faunas em estratos separados por diversos catastrofismos, encontrou fósseis de supostos outros períodos no mesmo estrato geológico e até de especies atuais.
"No século XIX introduziu-se na Geologia a teoria uniformitarista, que se baseava na reprodução uniforme dos dados observáveis em fenômenos geológicos atuais, para interpretação da ocorrência destes fenômenos no passado. Seus defensores procuravam refutar o Catastrofismo, que, por sua vez, procurava explicar a mesma configuração, fundamentando-se na ocorrência pretérita de fenômenos geológicos catastróficos, frequentemente mais intensos que os observáveis atualmente".Ainda durante o século XIX o Catastrofismo sofreu sérias críticas advindas dos defensores do Uniformitarismo.. Porém hoje muitas publicações em revistas especializadas de geologia rejeitam  o uniformismo.
A ideia inicial de Georges Cuvier também sofreu alterações ao longo do tempo, sendo expandida para catástrofes de ação global, as quais resultavam na extinção de toda a fauna e flora da Terra testemunhada pelo paradoxo da estase morfológica e repetições de mesmas espécies em estratos geológicos sucessivos. Segundo os defensores desta vertente do catastrofismo, após a extinção de toda a fauna e flora global, os organismos sobreviventes descenderam e se especiaram em variadas formas adaptadas aos diversos climas que passaram a existir na terra, onde os mecanismos evolutivos da deriva genética, seleção natural, epigenética, entropia genética mutações, e influencias diversas do ambiente,  atuariam promovendo especiação em tempo real e histórico-arqueológico, e por meio destes mecanismos evolutivos, criariam mudanças rápidas que gerariam toda a biodiversidade atual. Era a incorporação da teoria catastrofista pelo criacionismo defendido por alguns naturalistas do século XIX, que também defendiam que a última destas catástrofes havia sido o dilúvio Bíblico, em especial William Buckland. Os dados levantados por paleontólogos do equilíbrio pontuado, como Stephen Jay Gould e Niles Eldredge, quanto a "estase morfológica", verificada no aparecimento  padrão  de formas  fósseis formas prontas, seguido de repetições de mesmas formas fósseis em estratos geológicos distintos, destacada pelos fósseis vivos (que atualmente conta com 4.229 gêneros), foram interpretados por alguns catastrofistas modernos, como evidência de sepultamento de população do planeta, "porque nenhum organismo ignora seu ambiente" e não de amostras intercaladas por milhões de anos. O paradoxo da estase morfológica (PMS) destacado na teoria do equilíbrio pontuado , citado desde Cuvier, é cada vez mais contrastado com a evolução fato, e em especial, a observação de especiação em tempo real.
A formação de camadas estratigráficas simultâneas, ou "estraficação espontânea", refletem aprofundamento e demonstrações laboratoriais de Nicolas Steno que remetem a modelos catastrofistas para a formação rápida das camadas sedimentares , muitas  formadas por consequências de astroblemas, asteroides binários , bombardeamento de asteroides, múltiplos impactos , abrangência de sedimentação gerado por impactos verificado por padrão de micro-esférulas semelhantes em um terço do planeta, "queda catastrófica do nível de oxigênio, que é conhecido por ser uma causa de extinção em massa", deriva continental causado por impacto, sintetizando no que podemos classificar de uma tendência para a formação de um modelo de neocatastrofismo geológico atual.